# Tata Airport
Tata Airport är en flygplats i Guinea.   Den ligger i prefekturen Labe Prefecture och regionen Labé Region, i den västra delen av landet, 250 km nordost om huvudstaden Conakry. Tata Airport ligger 1 035 meter över havet.
Terrängen runt Tata Airport är platt åt sydväst, men åt nordost är den kuperad. Runt Tata Airport är det ganska tätbefolkat, med 65 invånare per kvadratkilometer. Närmaste större samhälle är Labé, 2,2 km sydost om Tata Airport. I omgivningarna runt Tata Airport växer huvudsakligen savannskog.